# هيليسينكور
هيلسنكور (بالدنماركية: Helsingør)‏ وتعرف في بعض البلدان الأخرى إيلسينور كما وصفها وليام شكسبير، وهي مدينة وميناء في الدنمارك وهي مركز مقاطعة هيليسنكور في إقليم هيفستيدون وتقع هذه المدينة في أقصى شمال شرق جزيرة زيلاند شرق الدنمارك وهي قريبة من الأراضي السويدية، يبلغ عدد سكان هذه المدينة 46474 نسمة حسب إحصاء 2013 وتعتبر ثاني أكبر مدينة في جزيرة زيلاند بعد عاصمة الدنمارك كوبنهاغن وتتواجد في هذه المدينة قلعة كرونبورغ وذكرت هذه المدينة وقلعتها في مسرحية هاملت التي كتبها ويليام شكسبير.

## توأم
- غدانسك، بولندا منذ سنة 1992
- سانريمو، إيطاليا
- هلسينغبورغ، السويد
- هارستاد، النرويج
- لاك إلسينوري، ريفيرسيدي، كاليفورنيا، الولايات المتحدة

## أعلام
- كارينا بيل
- توبياس ميكلسن
- ميكيل هانسن
- ماري هنريكس
- ويلي هانسن
- يورن أوتسون
- نيكولاي أبراهام هولتن
- ماغنوس لندين جاكوبسن
- صوفيا برايي
- لودفيغ لورينز